# Harmen Hogehus
Harmen Hogehus (auch Hugehueß) war ein Glocken- und Zinngießer in Rostock.
Er wurde 1575, 1580 und 1587 erwähnt. 1584 goss er die Glocke der Kirche in Volkenshagen bei Rostock. Diese Glocke trägt am Helm folgende Inschrift:
in der oberen Zeile:
H. DAVID. WOLTER. BIN. ICK. GENANT. EIN. DIENER. GADES. BIN. ICK. DAT. BIN ICK. WOL. BEKANT.
in der mittleren Zeile:
JACOB. DVVEL. HANS. SAGER. CLAS. KALL. ANDREAS. HALLEER. DAT. SIN. DIE. KARKSWAGERE. VERE.
in der unteren Zeile:
das Gießerzeichen M. als Gießerzeichen des HARMEN. HOGEHVS. 1584